# Bildbyrå
En bildbyrå förmedlar kommersiellt eller redaktionellt bildmaterial. En mycket välkänd bildbyrå är Magnum som grundades 1947 i New York av bland andra Henri Cartier-Bresson och Robert Capa. I Sverige är TT Nyhetsbyråns bildredaktion dominerande för nyhetsbilder. Vid årsskiftet 2013/14 gick Scanpix upp i TT Nyhetsbyrån efter TT:s köp av Scanpix år 2007. Scanpix slogs ihop med Pressens Bild 2005. Stora internationella företag som distribuerar nyhetsbilder är bland andra Reuters, Agence France-Presse (AFP) och Associated Press (AP), men det finns även många andra stora bildbyråer.  